# Amegilla annos
Amegilla annos är en biart som först beskrevs av Joseph Vachal 1903.  Amegilla annos ingår i släktet Amegilla och familjen långtungebin. Inga underarter finns listade i Catalogue of Life.